# Hermann Agathon Niemeyer

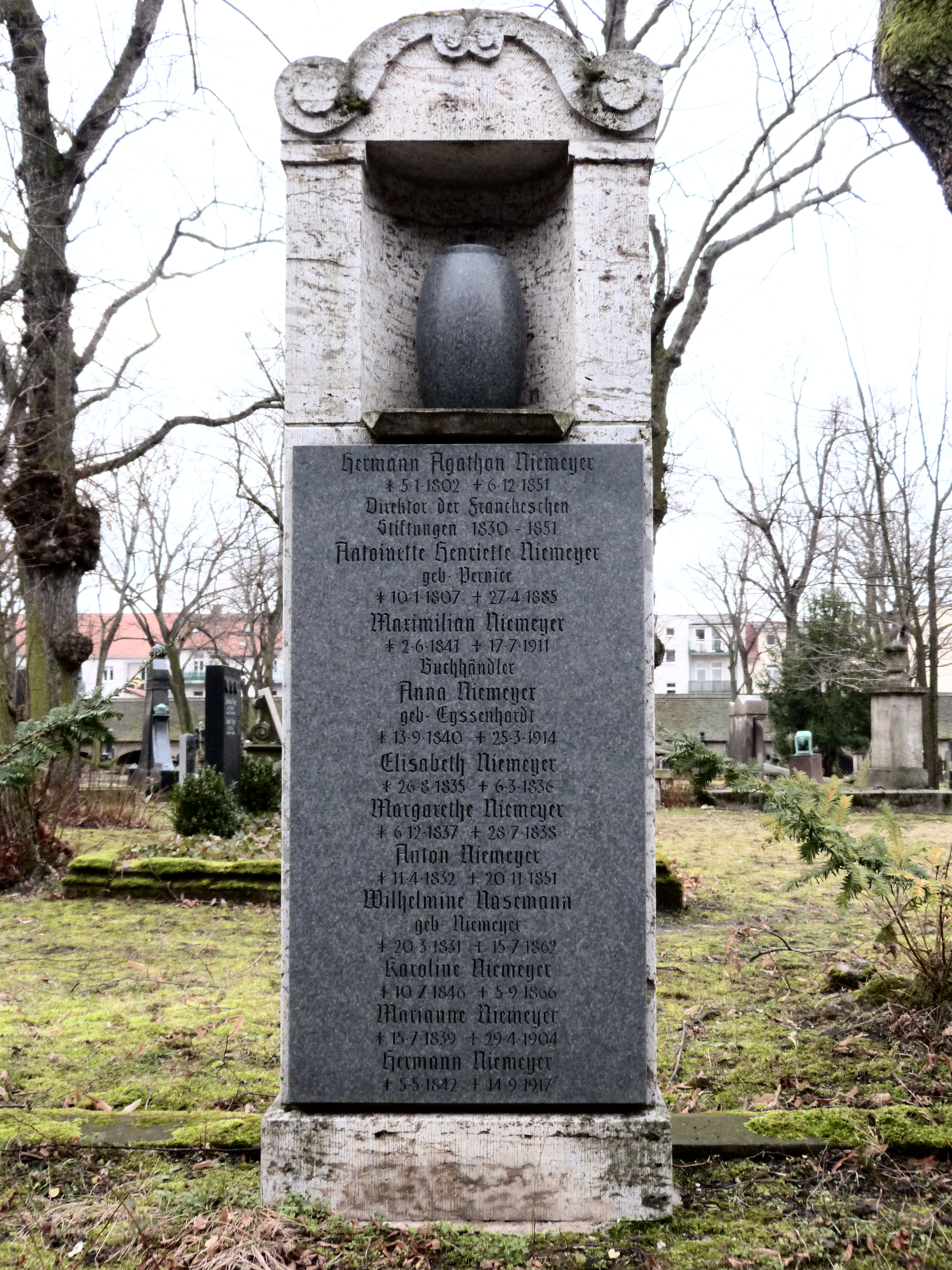
Grab von Hermann Agathon Niemeyer auf dem halleschen Stadtgottesacker

Hermann Agathon Niemeyer (* 5. Januar 1802 in Halle; † 6. Dezember 1851 in Halle) war ein protestantischer Theologe.

## Leben
Hermann Agathon Niemeyer, jüngster Sohn von August Hermann Niemeyer, studierte in Halle an der Saale, wo er 1819 Mitglied der burschenschaftlichen Quellengesellschaft wurde. Er habilitierte sich 1825 an der hallischen theologischen Fakultät und wurde 1826 als außerordentlicher Professor der evangelischen Theologie nach Jena berufen.
1829 kehrte er aber bereits als Professor und Direktor (1830) der Franckeschen Stiftungen nach Halle (Saale) zurück. In dieser Stellung erlangte er durch die Gründung der Höheren Töchterschule sowie durch die Reorganisation des Pädagogiums besondere Verdienste.
1848 gehörte er der Preußischen Nationalversammlung an.
Niemeyer starb am 6. Dezember 1851. Sein Grab befindet sich auf dem Stadtgottesacker, Innenfeld I, in Halle (Saale).

## Werke (Auswahl)
- Collectio confessionum in ecclesiis reformatis publicatarum (Leipzig 1840)
- Kritische Ausgabe der lutherischen Bibelübersetzung (Halle 1840 ff.), von ihm begonnen